# Scarlino
Scarlino – miejscowość i gmina we Włoszech, w regionie Toskania, w prowincji Grosseto.
Według danych na rok 2004 gminę zamieszkiwało 3120 osób, 35,5 os./km².